# Eckart Voland
Eckart Voland (* 1949 in  Münden (Hann. Münden)) ist ein deutscher Soziobiologe und Philosoph bzw. Biophilosoph.

## Leben
Eckart Voland studierte nach dem Abitur am Grotefend-Gymnasium in seiner Geburtsstadt Biologie und Sozialwissenschaften an der Georg-August-Universität Göttingen. 1978 wurde er mit einer Dissertation zum Sozialverhalten von Primaten zum Dr. rer. nat. promoviert. 1992 erfolgte die Habilitation an der dortigen Universität im Fach Anthropologie. In den Jahren 1993/94 war Voland Senior Research Fellow am Department of Anthropology des University College London. Von 1995 bis zu seiner Emeritierung im Jahr 2015 lehrte er als Professor für Philosophie der Biowissenschaften an der Justus-Liebig-Universität Gießen.
Volands Forschungsarbeiten liegen auf den Gebieten der Evolutionären Anthropologie, der Biophilosophie und der historischen Demographie. Veröffentlichungen Volands wurden ins Italienische, Koreanische, Polnische, Portugiesische und Spanische übersetzt.
Voland ist Mitglied des wissenschaftlichen Beirates der religionskritischen Giordano-Bruno-Stiftung. 1997 wurde er Mitglied der Joachim-Jungius-Gesellschaft. Seit 2010 ist er Mitglied der Akademie gemeinnütziger Wissenschaften zu Erfurt.

## Schriften (Auswahl)
Als Autor:
- Darstellung und Klassifizierung individueller Verhaltensprofile von gefangengehaltenen Halbaffen (Galago demidovii Fischer, 1808) auf der Grundlage eines faktorenanalytisch gewonnenen Systems von Verhaltenskategorien. Dissertation. Universität Göttingen, 1978.
- Historische Demographie und Soziobiologie. kumulative Habilitationsschrift. Universität Göttingen, 1992.
- Grundriss der Soziobiologie. Fischer, Stuttgart 1993. (Soziobiologie. Die Evolution von Kooperation und Konkurrenz. 5. Auflage. Springer, Berlin 2023, ISBN 978-3-662-67135-1)
- mit Matthias Uhl: Angeber haben mehr vom Leben. Spektrum Akademischer Verlag, Heidelberg 2002, ISBN 3-8274-1370-2.
- Die Natur des Menschen. Grundkurs Soziobiologie. Beck, München 2007, ISBN 978-3-406-56334-8.
- mit Renate Voland: Evolution des Gewissens. Strategien zwischen Egoismus und Gehorsam. Hirzel, Stuttgart 2014, ISBN 978-3-7776-2376-4.

Als Herausgeber:
- Fortpflanzung. Natur und Kultur im Wechselspiel. Versuch eines Dialogs zwischen Biologen und Sozialwissenschaftlern. Suhrkamp, Frankfurt am Main 1992, ISBN 3-518-28583-1.
- Evolution und Anpassung. Warum die Vergangenheit die Gegenwart erklärt. Christian Vogel zum 60. Geburtstag. Hirzel, Stuttgart 1993, ISBN 3-7776-0514-X.
- mit Karl Grammer: Evolutionary Aesthetics. Springer, Berlin 2003, ISBN 3-540-43670-7.
- mit Wulf Schiefenhövel: The Biological Evolution of Religious Mind and Behaviour. Springer, Berlin 2009, ISBN 978-3-642-00127-7.